# 日之影町立高巣野小学校
日之影町立高巣野小学校（ひのかげちょうりつ たかすのしょうがっこう）は、宮崎県西臼杵郡日之影町大字七折にある公立の小学校。

## 概要
歴史
1872年（明治5年）に梅田数太郎によって始められた寺子屋式教育を前身とする。1880年（明治13年）には「宮水小学校 高巣野分教場」が設置された。1900年（明治30年）に独立。数回の改組・改称を経て、現校名になったのは1956年（昭和31年）。独立した1900年（明治30年）を創立年としており、2020年（令和2年）に創立120周年を迎えた。
校章
1963年（昭和38年）制定。中央に校名の「高巣野」の文字（縦書き）を配している。
校歌
1963年（昭和38年）制定。作詞は佐伯英雄、作曲は緒方広一による。
通学区域
以下の区域が指定されている。
「末市、椎谷、高巣野、深角、乙草、上栃の木、栃の木、松の木、上小原、鶴の平」。中学校区は日之影町立日之影中学校。

## 沿革
- 1872年（明治5年）3月 - 民家を校舎として、椎谷区の梅田数太郎が寺子屋式教育を開始。梅田数太郎は後に、校地の寄贈を行っている。
- 1880年（明治13年）2月14日 - 「宮水小学校 高巣野分教場」が設置される。
- 1900年（明治33年）4月 - 宮水尋常高等小学校から分離の上、「高巣野尋常小学校」として独立。
- 1902年（明治35年）5月 - 校地を拡張の上、新校舎が完成。移転を完了。
- 1904年（明治37年）- 木造新校舎が完成。
- 1908年（明治41年）4月 - 改正小学校令により、尋常科（義務教育）が4年制から6年制に改められる。尋常科5年を新設。
- 1909年（明治42年）4月 - 尋常科6年を新設。
- 1911年（明治44年）- 木造校舎を増築。
- 1915年（大正4年）2月18日 - 火災により、校舎を焼失。分散授業を余儀なくされる。
- 1917年（大正6年）5月 - 木造校舎を新築（復旧）。
- 1925年（大正14年）4月1日 -  高等科を併置の上、「高巣野尋常高等小学校」に改称。運動場を拡張。
- 1929年（昭和4年）5月 - 2教室を増築。
- 1937年（昭和12年）3月 - 木造校舎1棟（北校舎3教室）を増築。
- 1941年（昭和16年）4月1日 - 国民学校令施行により、「七折村高巣野国民学校」に改称。尋常科を初等科に改める。
- 1947年（昭和22年）- 学制改革が行われる（六・三制の実施）。
  - 4月1日 - 国民学校初等科が、新制小学校「七折村立高巣野小学校」に改組・改称。
  - 5月8日 - 国民学校高等科が青年学校普通科とともに、新制中学校「岩井川村七折村組合立 高松中学校[2]」に改組・改称。小学校に併設される。
- 1949年（昭和24年）4月 - 高松中学校[2]の校舎が完成したため、中学校との併設を解消。
- 1951年（昭和26年）1月1日 - 2村（岩井川・七折）合併により、日の影町が発足。これにより、「日の影町立高巣野小学校」に改称。
- 1956年（昭和31年）10月1日 - 町名改称に伴い、「日之影町立高巣野小学校」（現校名）に改称。
- 1957年（昭和32年）- 貯水池兼プールが完成。
- 1959年（昭和34年）2月 - 校有林を造成。
- 1960年（昭和35年）12月1日 - 給食を開始。
- 1963年（昭和38年）2月 - 校歌と校章を制定。
- 1972年（昭和47年）4月 - 放送室・保健室を移転。図書室が完成。
- 1974年（昭和49年）9月 - プールの補修工事が完了。
- 1977年（昭和52年）6月 - 教室を分割の上、特別教室（校長室、放送室、保健室、図書室、資料室）を増設。
- 1987年（昭和62年）
  - 3月 - 新校舎（現校舎）が完成。
  - 10月 - 運動場を整備。
- 1989年（平成元年）3月 - 新プールが完成。
- 1995年（平成5年）4月 - 校区の改定により、日之影町立日之影小学校から松ノ木（高松）地区の児童21名が転入。
- 1994年（平成6年）10月 - この年より、日之影町立高松中学校[2]と合同で運動会を実施（2004年（平成16年）まで）。
- 2000年（平成12年）
  - 7月 - 天翔大橋が完成。
  - 11月18日 - 創立100周年記念式典を挙行。
- 2005年（平成17年）4月1日 - 日之影町立高松中学校[2]の閉校により、中学校区が日之影町立日之影中学校に変更となる。
- 2006年（平成18年）9月 - 高巣野小・地区合同秋季大運動会を開催。
- 2017年（平成29年）4月 - 教室棟のLED照明灯の取付を完了。
- 2018年（平成30年）4月 - 特別支援学級を開設。
- 2019年（平成31年）4月 - 図書室を校舎2階に移設。

## 交通
最寄りのバス停留所
- 宮崎交通「高巣野」バス停下車

最寄りの幹線道路
- 国道218号（日之影バイパス・神話街道）

## 周辺
- 高巣野神社
- 天翔大橋簡易郵便局
- 天翔大橋展望台
- 天翔大橋（高松大橋）
- 五ヶ瀬川

## 参考資料
- 「日之影町史 四 資料編2 村の歴史」（1999年（平成11年）3月発行, 日之影町）p.60～p.61